# 松戸クラス
松戸クラス（まつどクラス）は、日本の女性YouTuberグループ。ヤンキーをテーマにして活動する。

## メンバー
全国 まう(1997年12月9日 - ）（27歳）
（ぜんこく まう）千葉県松戸市出身。リーダー。血液型O型
旧芸名：まう。2023年、横山ミルの姓名判断で「馬物語凸乃」「全国まう」の候補の中から現在の名前に改名。
ボケ担当。立ち位置は左端。メンバーカラーは白。 衣装はガルフィーの白いジャージのセットアップ。料理がうまく、しばしば、動画の中で腕をふるっている。横浜DeNAベイスターズのファン。酒豪。元アネホネキ

令和7年11月29日に結婚を機に卒業が確定している。
根性 月(2000年4月17日 - ）（25歳）
（こんじょう るな）千葉県松戸市出身。血液型O型。
旧芸名：るな。2023年、横山ミルの姓名判断で現在の名前に改名。
全国まうの実の妹。
ツッコミ担当。立ち位置は真ん中。メンバーカラーは黒。 衣装はガルフィーの黒いジャージのセットアップ。自他共に容姿がよいことをネタにしている。漫才の際は「日本の首都、松戸から来ました。松戸クラスです」と挨拶をする。横浜DeNAベイスターズのファン。好きな飲み物　アネホ1800
垣内D納言（1996年2月28日 - ）（29歳）
（かきうち でぃーなごん）大阪府出身。血液型AB型。
別名義：垣内彩香（女優として活動。本人は動画などで「捨てた名前」と言っている）
旧芸名：垣内大納言。2023年、横山ミルの姓名判断で現在の名前に改名。
ボケ担当。立ち位置は右端。メンバーカラーは紫。 衣装は紫色の特攻服。ショートカット。時折、ガルフィーのジャージのセットアップ（紫）を、まうと月にあわせて着ることが有る。 鈴木福、大谷翔平、小池百合子に似ていると、ネタにされることが有る。ショート動画などでオチになることが多い。しばしば下ネタを口にし、「テンションがあがる」「ヒートアップする」「一夜を共にする」ことを「ダイナる」と、独特の言い方をする。
そばアレルギー。身体がお酒を受けつけない（飲めない）

## 活動
大塚ドリームシアターのエンタメ集団「大塚ドリームSHOW」から派生する形で結成される。
YouTubeでネタ動画やショートをアップしたり、ライブでの漫才やコント、ライブ配信を中心に活動している。
ライブや動画、ライブ配信で応援するファンを「舎弟」と呼んでいる。

## 賞レースでの成績
女芸人No.1決定戦 THE W
| 年度            | 結果       | 会場 | 日時 | 備考       |
| --------------- | ---------- | ---- | ---- | ---------- |
| 2022年（第6回） | 準決勝進出 |      |      | 鬼ハン名義 |
| 2024年（第8回） | 準決勝進出 |      |      |            |

## 出演

### テレビ
復活!ウチのガヤがすみません!2時間スペシャル（2023年8月1日、日本テレビ）
DEEPな店の常連さんに密着 イキスギさんについてった（2024年2月20日、TBS　※垣内D納言のみ・垣内彩香名義）
全力!脱力タイムズ(2024年3月8日、フジテレビ)
櫻井・有吉THE夜会（2024年5月9日、TBS　※垣内D納言のみ）
街並み照らすヤツら（2024年5月11日、日本テレビ　※全国まうのみ）

### ラジオ
北条×てんぐの金曜のアフタヌーンティー（2024年4月 - 2025年3月、エフエムこしがや　※根性月のみ）
おしゃトーク（2025年4月4日 - 　エフエムこしがや　※根性月のみ）